# (230) Athamantis
(230) Athamantis est un astéroïde de la ceinture principale découvert par K. de Ball le 3 septembre 1882. Son nom fait référence à Hellé, fille du roi mythologique de Boétie Athamas, également appelée parfois Athamantis.